# Michael Cunningham
Pour les articles homonymes, voir Cunningham.
Michael Cunningham, né le 6 novembre 1952 à Cincinnati, en Ohio, est un écrivain et scénariste américain, auteur de plusieurs succès d'édition et lauréat du prix Pulitzer de la fiction et du PEN/Faulkner Award.

## Biographie
Né à Cincinnati, en Ohio, il grandit à Pasadena, en Californie. Il étudie la littérature anglaise à l'Université Stanford, où il obtient une licence ès-lettres. Il poursuit ses études à l'Université de l'Iowa, et commence par publier des nouvelles dans The Atlantic Monthly et The Paris Review. Michael Cunningham est enseignant au Fine Arts Work Center à Provincetown (Massachusetts) et au Brooklyn College.
Très impliqué dans la lutte contre le sida, il participe à la naissance d'Act-up. Activiste, il est arrêté par la police plusieurs fois, notamment pour s'être enchaîné aux grilles de la Maison-Blanche et pour avoir interrompu un discours de George H. W. Bush.
Il vit à New York.

### L'écrivain
Son premier roman, La Maison du bout du monde, est un relatif succès commercial. En 1995, il reçoit le Whiting Writers' Award. Il n'accède toutefois à une véritable notoriété qu'avec un roman explicitement inspiré de Mrs Dalloway, l'un des chefs-d'œuvre de Virginia Woolf, intitulé Les Heures, qui est distingué par le prix Pulitzer de la fiction, le PEN/Faulkner Award et le Stonewall Book Award.
Bien qu'homosexuel, Michael Cunningham n'apprécie guère être étiqueté comme « écrivain gay » (selon un article de Out) : certes son homosexualité a fortement influencé son œuvre, mais il ne la ressent pas comme une caractéristique susceptible de le définir exclusivement. Ses romans explorent essentiellement la relation étroite qu'entretiennent ces trois sentiments que sont l'amour, l'amitié et la haine, en s'appuyant sur des exemples tirés de sa génération, c'est-à-dire la génération tiraillée entre son besoin de liberté individuelle et de fortes pressions familiales. Deux de ses best-sellers, La Maison du bout du monde et De chair et de sang, illustrent cette problématique. Un autre thème majeur de l'œuvre de Cunningham est l'amour qu'il porte à sa ville adoptive New York, présente dans tous ses écrits, mais transcendée par le personnage de Mrs Dalloway dans The Hours. Ce dernier roman est adapté au cinéma en 2003 par Stephen Daldry sous le même titre, The Hours.

## Œuvre

### Romans
- A Home at the End of the World (1990) Publié en français sous le titre La Maison du bout du monde, traduit par Anne Damour, Paris, Presses de la Renaissance, coll. Les Romans étrangers no 62,1992 ; réédition, Paris, Belfond, 1999 ; réédition, le Livre de poche no 9748, 1993 ; réédition, Paris, 10/18 no 3512, 2003
- Flesh and Blood (1995) Publié en français sous le titre De chair et de sang, traduit par Anne Damour, Paris, Belfond, 1995 ; réédition, le Livre de poche no 14156, 1997
- The Hours (1998) - Prix Pulitzer de la fiction, PEN/Faulkner Award et Stonewall Book Award Publié en français sous le titre Les Heures, traduit par Anne Damour, Paris, Belfond, 1999 ; réédition, Paris, Pocket no 10992, 2001 ; réédition, Paris, 10/18 no 3654, 2004
- Specimen Days (2005) Publié en français sous le titre Le Livre des jours, traduit par Anne Damour, Paris, Belfond, 2006 ; réédition, Paris, Pocket no 13328, 2008 ; réédition, Paris, 10/18 no 4530, 2012
- By Nightfall (2010) Publié en français sous le titre Crépuscule, traduit par Anne Damour, Paris, Belfond, 2011 ; réédition, Paris, 10/18 no 4635, 2013
- The Snow Queen (2014) Publié en français sous le titre Snow Queen, traduit par Anne Damour, Paris, Belfond, 2015

### Nouvelles
- White Angel (1989), dans le recueil collectif Best American Short Stories
- My Brother (1999), dans le recueil collectif O. Henry Prize Stories
- My Nemesis Is Dead (2004)
- The Destruction of the Artist (2007), dans le recueil collectif A Memory, a Monologue, a Rant, and a Prayer
- The Wild Swans (2010), dans le recueil collectif My Mother She Killed Me, My Father He Ate Me: Forty New Fairy Tales
- Home (2012)
- A Wild Swan and Other Tales (2015) Publié en français sous le titre Ils vécurent heureux, eurent beaucoup d'enfants et puis…, traduit par Anne Damour, ill. de Yuko Shimizu, Paris, Belfond, 2016

### Autres publications
- Land's End: A Walk Through Provincetown (2002)
- Jewels: 50 Phenomenal Black Women Over 50 (2007), en collaboration avec Connie Briscoe
- The Wild Swan and other tales (Farrar, Straus and Giroux, 2015), traduit par Anne Damour, Belfond, 2016 sous le titre Ils vécurent heureux, eurent beaucoup d'enfants et puis... Illustrations de Yuko Shimizu.

## Filmographie

### en tant que scénariste
- 2004 : La Maison au bout du monde (A Home at the End of the World), film de Michael Mayer - scénariste d'après son propre roman éponyme
- 2007 : Le Temps d'un été (Evening), film de Lajos Koltai - scénariste d'après le roman éponyme de Susan Minot
- 2012 : The Destruction Artist, court métrage de Michael Sharpe
- 2013 : Masters of Sex (Série TV) - Saison 1, épisode 8 : Love and Marriage, réalisé par Michael Apted, avec Michael Sheen et Lizzy Caplan

### en tant qu'acteur
- 2021 : Une New-Yorkaise à la montagne (Snowkissed) de Jeff Beesley : Saul

### œuvre adaptée
- 2002 : The Hours de Stephen Daldry, d'après son roman éponyme